# نیکولای نیکولائوچ پولیکارپف
نیکولای نیکولائوچ پولیکارپف (به روسی: Николай Николаевич Поликарпов) طراح هواپیماهای روسی و معروف به «پادشاه جنگنده‌ها» بود.

## زندگی‌نامه
وی دو ۸ ژوئیه ۱۸۹۲ متولد شد و در ۳۰ ژوئیه ۱۹۴۴ درگذشت.
در اکتبر ۱۹۲۹ پولیکارپف دستگیر و به مرگ محکوم شد. بعد از دو سال انتظار مرگ به تیم طراحی ویژه یا OGPU (CKB-۳۹ OGPU) که در زندان بوتیرکا واقع بود منتقل شد و محکومیتش به ده سال کار اجباری تقلیل یافت. خوشبختانه، بعد از یک نمایش موفقیت‌آمیز محکومیت وی به آزادی مشروط بدل گردید و در ژوئیه ۱۹۳۱ بهمراه گروهی از محکومین مشمول فرمان بخشش عمومی گردید.
پولیکارپف طراح مجموعه جنگنده‌های I-۱۵ و جنگنده I-۱۶ Ishak معروف به «Little Donkey» است.
پولیکارپف شایسته دریافت جوایز بیشماری، از جمله جایزه دولتی استالین به سال‌های ۱۹۴۱ و ۱۹۴۳ گردید.
قله پولیکارپف در پامیر به افتخار وی نامگذاری شده‌است.